# Björnsjön (Håcksviks socken, Västergötland)
Björnsjön är en sjö i Svenljunga kommun i Västergötland och ingår i Ätrans huvudavrinningsområde.